# Prunus simonii
Espèce
Classification phylogénétique
Prunus simonii, le prunier de Simon (en chinois Xìnglǐ 杏李 « prunier abricotier », en anglais plum apricot « prune abricot ») est une espèce de plantes à fleurs de la famille des Rosaceae. Ce Prunus est un petit arbre que l'on trouve au Hebei en Chine, bien qu'aucun pied sauvage ne soit connu.
L’espèce a joué un rôle important pour la sélection de cultivars commerciaux de prunes à partir de croisements avec d’autres espèces du genre Prunus. Le pépiniériste américain Luther Burbank (1848-1926) a notamment conduit un grand nombre d’expériences de croisements entre Prunus simonii et d’autres espèces. Bien que P. simonii ne soit pas largement cultivé en tant qu'espèce distincte aujourd'hui, son héritage perdure à travers ces cultivars hybrides. Parmi eux, 'Santa Rosa' et 'Climax' restent connus et cultivés pour leurs qualités gustatives et leur adaptabilité.

## Nomenclature et étymologie
L’espèce a été décrite la première fois par le chef jardinier du Muséum national d’histoire naturelle Élie-Abel Carrière pour une espèce en provenance du Hebei (Chine), sous le nom de Prunus simonii, dans la Revue Horticole,111, pl. s.n. 1872.
Le nom de genre Prunus vient du latin prunus désignant le « prunier ».
L’épithète spécifique simonii est dédiée au botaniste et diplomate français Gabriel Eugène Simon (1829-1896) par le descripteur Élie-Abel Carrière qui indique que Simon a envoyé des noyaux « de la Chine au Muséum » de Paris au début des années 1860 alors qu’il représentait le gouvernement français en Chine,,,. À partir de 1881, l’espèce devint bien connue aux États-Unis où elle fut introduite à partir de la France.

### Synonymes
Prunus simonii a pour synonymes :
- Amygdalus persica var. nectarina Sol.
- Amygdalus simonii (Decne.) Dieck
- Persica simonii Decne.
- Persica simonii Lavallée
- Prunus persica f. nectalina (Sol.) Maxim.
- Prunus persica var. necturina (Sol.) Maxim.

### Noms français
Ce taxon porte en français les noms vernaculaires, vulgarisés ou normalisés suivants : prunier Kelsey, prunier abricotier et abricotier prune.

## Description

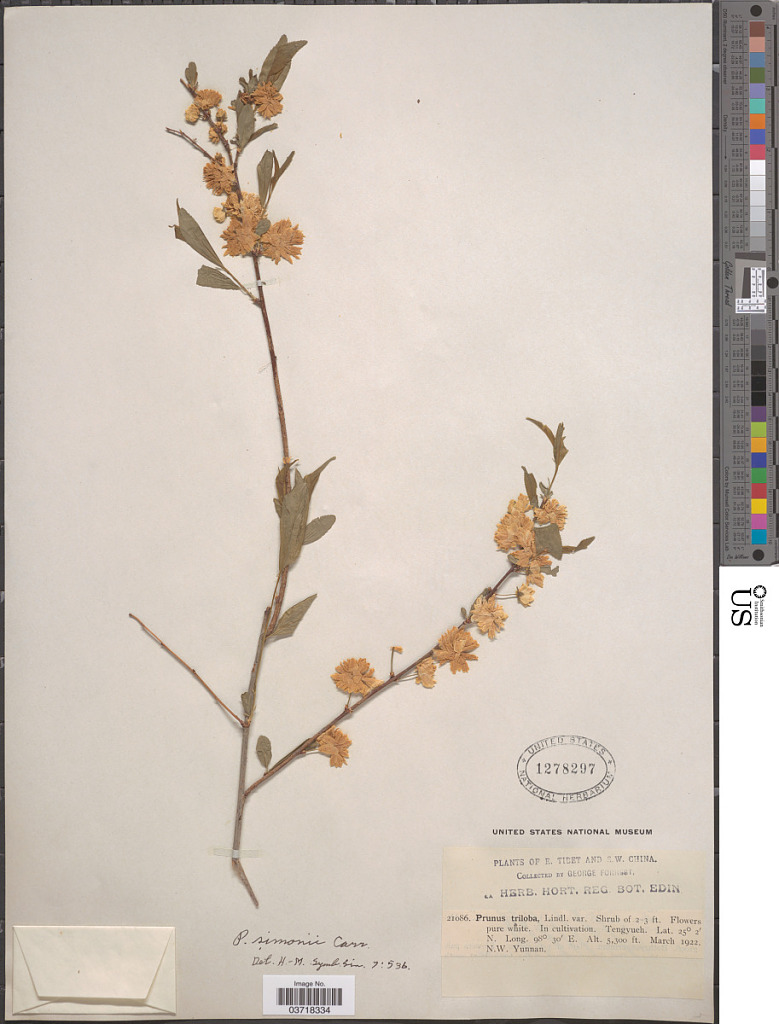
Prunus simonii, spécimen d'herbier.

Prunus simonii est un arbre à feuilles caduques, de 5 à 8 m de hauteur. Les rameaux sont rouge pâle, robustes, glabres.
La feuille est portée par un pétiole court de 1 à 1,3 cm de long, portant 1 ou 2 grands nectaires de chaque côté. Le limbe est oblong-obovale, oblong-lancéolé ou rarement elliptique, de 7–10 cm de long sur 3–5 cm de large, glabre, de base cunéiforme à largement cunéiforme, et de marge nettement crénelée ou parfois discrètement biserretée, et l’apex acuminé à aigu.
Les fleurs sont disposées par 2 ou 3 en fascicule, rarement solitaires, de 1,5–2 cm de diamètre. Les 5 sépales sont oblongs, glabres, à marge glanduleuse, et apex obtus. Les 5 pétales sont blancs, oblongs, à base cunéiforme et brièvement griffues et apex obtus. L’ovaire est glabre. Les stigmates sont en forme de disque.
Le fruit est une drupe d’un rouge brique ou cinabre foncé, globuleuse apprimée, de 3–5(–6) cm de diamètre, glabre ; à mésocarpe jaune pâle, parfumé ; à endocarpe petit, globuleux déprimé, cannelé longitudinalement. De belle taille, le fruit mesure jusqu’à 60 mm de diamètre et contient une grosse graine.
La floraison est en mai et la fructification en juin juillet (Flora of China).
Caractéristiques
Les fleurs produisent peu de pollen. Les fruits varient en qualité, certains arbres ont des fruits agréablement aromatisés tandis que sur d’autres, le fruit est dur avec une astringence semblable à celle de l’amande provenant probablement de la présence de cyanure d’hydrogène. En apparence, le fruit est plus plat que la plupart des prunes, ressemblant à une tomate. Tout comme un abricot, la chair du fruit s’accroche fermement au noyau.

## Distribution
Selon POWO (Kew), l’aire de répartition naturelle de cette espèce est le centre-nord de la Chine, soit la province du Hebei. Il semble cependant y avoir un doute quant à l’origine de cet arbre, et bien qu’on pense qu’il soit originaire du nord de la Chine, son habitat sauvage reste inconnu. L’espèce a été introduite aux Tadjikistan et Ouzbékistan.

## Culture
L’espèce apprécie un sol limoneux bien drainé ainsi que le calcaire. Elle nécessite une position ensoleillée. Cette espèce fructifie rarement bien en Grande-Bretagne en raison des fleurs endommagées par les gelées. Prunus simonii s’hybride bien avec Prunus salicina, le prunier japonais, qui a des fruits résistants au gel, l’un des cultivars sélectionnés à partir de cette hybridation s’appelle 'Kara'.

## Principaux hybrides issus deP. simonii
Les hybrides issus de Prunus simonii sont principalement connus grâce aux travaux du célèbre sélectionneur Luther Burbank (1849-1926) à la fin du XIXe et au début du XXe siècle,,.
- Prunus 'Climax', ce cultivar développé par Luther Burbank, est issu d’un croisement entre Prunus simonii et Prunus salicina (le prunier japonais), ce dernier fournissant le pollen que l'on dispose sur l'ovaire du premier. Il a été particulièrement remarqué pour son importance dans l’industrie du transport des fruits en Californie, grâce à sa taille exceptionnelle et sa capacité à supporter le transport long courrier
- Prunus 'Maynard', développé par Luther Burbank à Santa Rosa, (Californie) par croisement entre Prunus salicina (prunier japonais) et Prunus simonii (prunier de Simon). Le fruit est de taille moyenne à grande, à peau rouge cerise devenant grenat puis presque noire, à pulpe carminée près de la peau et jaune près du noyau, à texture tendre et juteuse, et saveur douce et aromatique
- Prunus 'Chalco' a été également développé par Luther Burbank à Santa Rosa, par croisement entre Prunus simonii et le cultivar 'Burbank' (Prunus salicina). Le fruit de taille moyenne à grande, est de forme aplatie, de peau rouge foncé, de pulpe jaunâtre, ferme, très juteuse, aromatique et sucrée.
- Prunus 'Santa Rosa' développé par Luther Burbank à Santa Rosa ; c’est un hybride complexe impliquant Prunus salicina, Prunus simonii et Prunus americana (prunier américain). C’est un excellent pollinisateur[15]. Le fruit est de grande taille, peau rouge violacé, pulpe rougeâtre, juteuse, saveur équilibrée entre douceur et acidité.
- Prunus 'Formosa' développé par Luther Burbank, issu d’un croisement entre Prunus salicina et Prunus simonii. Le fruit est de grande taille, la peau jaune doré avec une teinte rosée, pulpe jaune, juteuse et sucrée.

Lorsqu'on réalise un croisement entre deux espèces A et B, le choix du parent mâle (apportant le pollen) et du parent femelle (porteur de l’ovaire), c'est-à-dire suivant la formule A♀ × B♂ versus B♀ × A♂, peut influencer plusieurs aspects du résultat. Ce phénomène est appelé effet de réciprocité ou hérédité maternelle, et il peut jouer un rôle crucial dans le succès du croisement et dans les caractéristiques de la descendance. Le porteur de l’ovaire (femelle) influence la taille et la forme du fruit. Alors que le pollen (mâle) influence le type de graines et certaines caractéristiques internes du fruit.
Les programmes de sélection modernes privilégient des hybridations complexes impliquant diverses espèces de Prunus pour répondre aux exigences contemporaines de la culture des pruniers.